# Karen Pontoppidan
Karen Pontoppidan (* 29. Februar 1968 in Kerteminde, Dänemark) ist eine Schmuckkünstlerin. Seit 2015 ist sie Professorin für Goldschmiedekunst an der Akademie der Bildenden Künste in München und seit April 2022 deren Präsidentin.

## Leben
Nach einem Praktikum bei Gerda Lynggaard in Kopenhagen, 1986–1988, absolvierte Pontoppidan bis 1991 die Ausbildung zur Formgeberin am Berufskolleg für Formgebung, Schmuck und Gerät in Schwäbisch Gmünd. 1991–1997 studierte sie an der Akademie der Bildenden Künste in München bei Otto Künzli, dessen Meisterschülerin sie von 1995 bis 1997 war. 1998 schloss sie mit dem Diplom ab. Seit 1997 hat sie ein Atelier in München. 2000 bis 2006 war sie Assistentin von Künzli an der Münchner Akademie und von 2006 bis 2015 lehrte sie als Professorin für Schmuck und Gerät am Ädellab, Konstfack University College of Arts, Crafts and Design in Stockholm. Seit 2015 lehrt sie als Professorin für Goldschmiedekunst an der Münchener Akademie der Bildenden Künste, seit April 2022 ist sie auch Präsidentin der Hochschule.

## Werk
Pontoppidan gilt als eine der renommiertesten Schmuckkünstlerinnen ihrer Generation. Sie hat zudem zahlreiche Ausstellungen kuratiert, zuletzt 2019 Schmuckismus in der Neuen Sammlung in München. Werke von ihr befinden sich in zahlreichen internationalen Museen.